# Lieselotte Prehn
Lieselotte Prehn, geb. Nottrott (* 13. August 1954 in Grüssow, Kreis Röbel/Müritz; † 8. November 2019), war eine deutsche Politikerin (SED, PDS, später Die Linke).
Prehn besuchte die Polytechnische Oberschule in Walchow und war danach als Wirtschaftskauffrau und Kartenlocherin in der Rechenstation der VVB Forstwirtschaft in Waren/Müritz tätig. Von 1974 an arbeitete sie für den Stadtrat von Röbel/Müritz als Sekretärin des Bürgermeisters, als Kader- und Abteilungsleiterin im Gesundheits- und Sozialwesen. Von 1990 an nahm sie andere Tätigkeiten wahr, war aber zeitweise arbeitslos. 1998 begann sie als Projektkoordinatorin des Schüler- und Jugendfördervereins Röbel/Müritz, in dem sie auch stellvertretende Vorsitzende war. Ferner war sie erste Sprecherin des Runden Tisches für Jugendarbeit in der Stadt Röbel.
Prehn trat 1980 in die SED ein, welche 1990 in der PDS aufging. Dort saß sie im Vorstand des Ortsverbandes Röbel. 1990 zog sie dort in den Stadtrat ein, war stellvertretende Vorsitzende der gemeinsamen Fraktion von PDS und Offener Liste und saß im Finanzausschuss. 1998 folgte der Einzug in den Kreistag des Landkreises Müritz. Dort war sie ebenfalls Vize-Vorsitzende ihrer Fraktion und saß in den Ausschüssen für Kultur, Jugend und Sport sowie Jugendhilfe. Am 1. August 2001 zog sie als Nachrückerin für Johann Scheringer in den Landtag von Mecklenburg-Vorpommern nach und gehörte diesem bis zum Ende der Wahlperiode im Herbst 2002 an.
Prehn war verheiratet und Mutter zweier Söhne.